# Tempio della Pace
Il tempio della Pace (templum Pacis) era un antico edificio di culto a Roma, eretto per volere dell'imperatore Vespasiano tra il 71 e il 75. Dal IV secolo d.C. in poi ricevette la denominazione di foro della Pace (forum Pacis), il terzo in ordine cronologico dei cinque Fori Imperiali.
Si trovava accanto al foro di Augusto, separato solo dalla strada dell'Argileto, l'antica strada tra Foro Romano e Esquilino, risistemata poco dopo sotto Domiziano con la costruzione del foro Transitorio. Oggi i suoi resti sono in parte visibili da via dei Fori Imperiali, mentre alcuni suoi settori giacciono sotto di essa.

## Storia
Definito dai contemporanei come una delle meraviglie del mondo (Plinio, Naturalis Historia XXXVI 102), venne fatto costruire sotto Vespasiano dal 74 d.C.  e concluso da Domiziano. Il tempio venne inaugurato nel 75 dopo Cristo, dopo il trionfo per la guerra giudaica, e dedicato alla Pax Augusta dell'Impero, restaurata proprio dalla nuova dinastia flavia secondo la propaganda imperiale.
Settimio Severo restaurò il complesso dopo che questo fu gravemente danneggiato da un incendio nel 192.
Il complesso perse precocemente la sua funzione pubblica e già nel IV secolo gli spazi furono adibiti ad attività produttive, spostate qui dal vicino sito nel quale venne edificata la basilica di Massenzio.

## Descrizione
Il foro era costituito da un vasto complesso di edifici per una superficie complessiva di circa 135x100 metri.
I resti di questo foro sono oggi molto scarsi, situati sul lato del Foro Romano (tracce di un ingresso monumentale) oltre via dei Fori Imperiali e incorporati nella chiesa dei Santi Cosma e Damiano.
La pianta del complesso ci è comunque nota grazie alla Forma Urbis Severiana, che era conservata proprio in questo complesso: la grande lastra marmorea rappresentante la pianta di Roma (agli inizi del III secolo) si trovava affissa su una parete di uno degli ambienti del foro della Pace. I fori delle grappe usate per il fissaggio delle lastre sono ancora visibili sulla parete esterna del convento dei Santi Cosma e Damiano.
Il Foro della Pace consisteva in una grande piazza quadrata sistemata a giardino, con portici su tre lati (laterali, decorati anche da nicchie, e posteriore), mentre il lato frontale era decorato da colonne in marmo africano lungo la parete, ricordando comunque un peristilio. Come di consueto, il lato opposto all'entrata principale era centrato tempio vero e proprio (aedes Pacis), circondato da una serie di aule simmetriche. Qui erano ospitate una biblioteca, le spoglie del sacco di Gerusalemme (col famoso tesoro del tempio di Salomone) e un vero e proprio museo pubblico, con una ricchissima serie di opere d'arte greche fatte trasportare qui da Vespasiano in seguito all'obliterazione della Domus Aurea dovuta alla damnatio memoriae dell'ultimo imperatore Giulio-Claudio.
La zona centrale era sistemata a giardino, con aiuole, podi decorati con fontane e statue (prima "rinchiuse" nella Domus Aurea neroniana).
Il tempio (aedes), con una sorta di pronao esastilo, un'aula absidata e l'altare nella piazza antistante, era di fatto inglobato nel portico, tranne la specie di avancorpo del pronao. Questo elemento, assieme alla presenza del giardino nella piazza, fu un elemento inconsueto per l'architettura cittadina, se non il primo sicuramente uno dei primi, ispirato forse a prototipi ellenistici orientali. In definitiva quindi la piazza veniva a configurarsi come un elemento del tempio stesso, "abbracciata" dai colonnati che da esso si dipanavano. In questo senso va spiegata la denominazione originaria di "tempio" anziché "foro". 
Nel 2015 sono state ricostruite con i pezzi originali, tramite la tecnica dell'anastilosi, 7 colonne.

## Galleria d'immagini

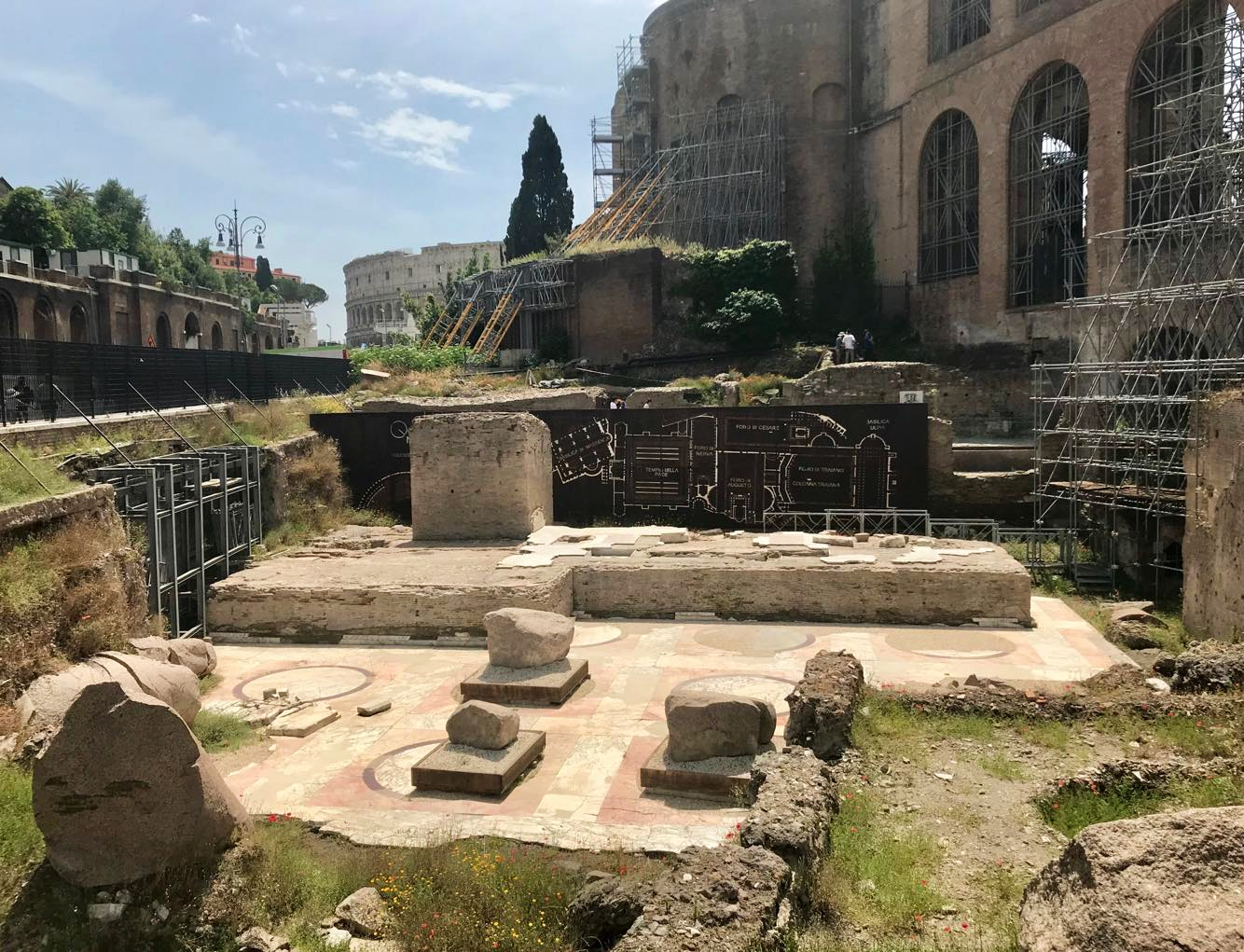
L'aula di culto (aedes) del tempio, che ospitava la statua della dea Pax
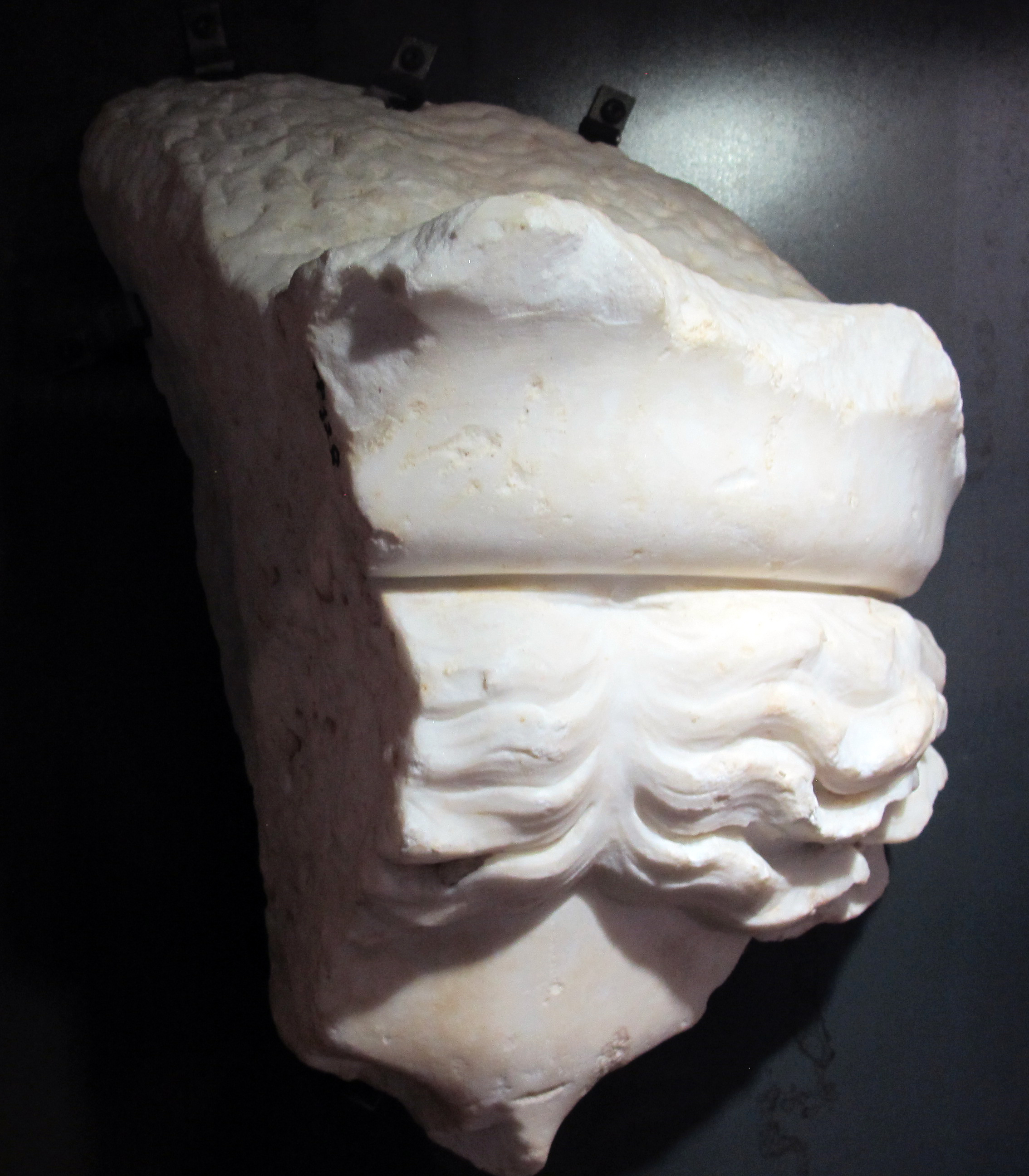
Frammento della statua della dea Pax
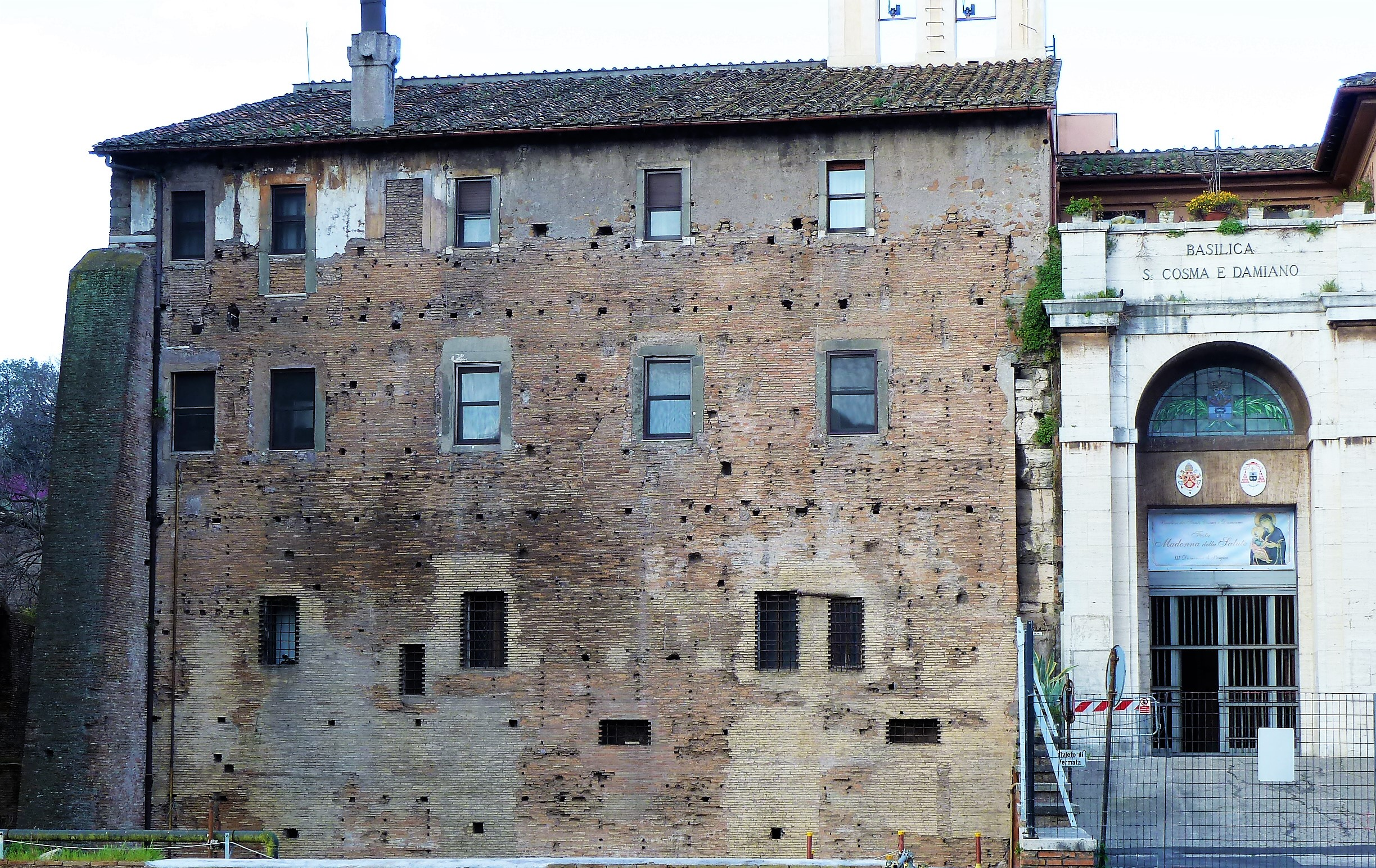
Parete su cui era affissa la Forma Urbis marmorea, oggi parte della basilica dei Santi Cosma e Damiano
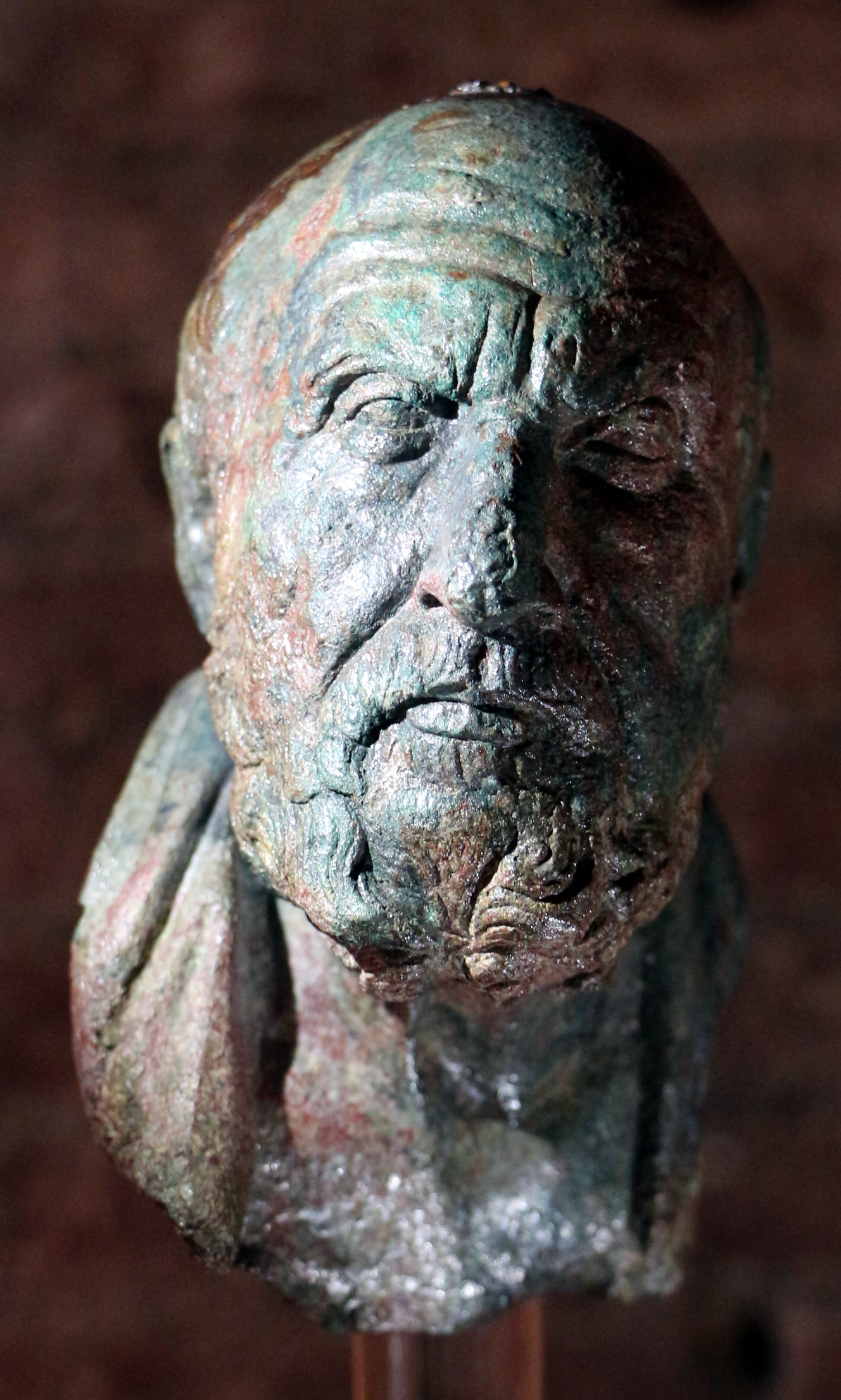
Protome bronzea del filosofo Crisippo, proveniente da una delle due biblioteche del complesso
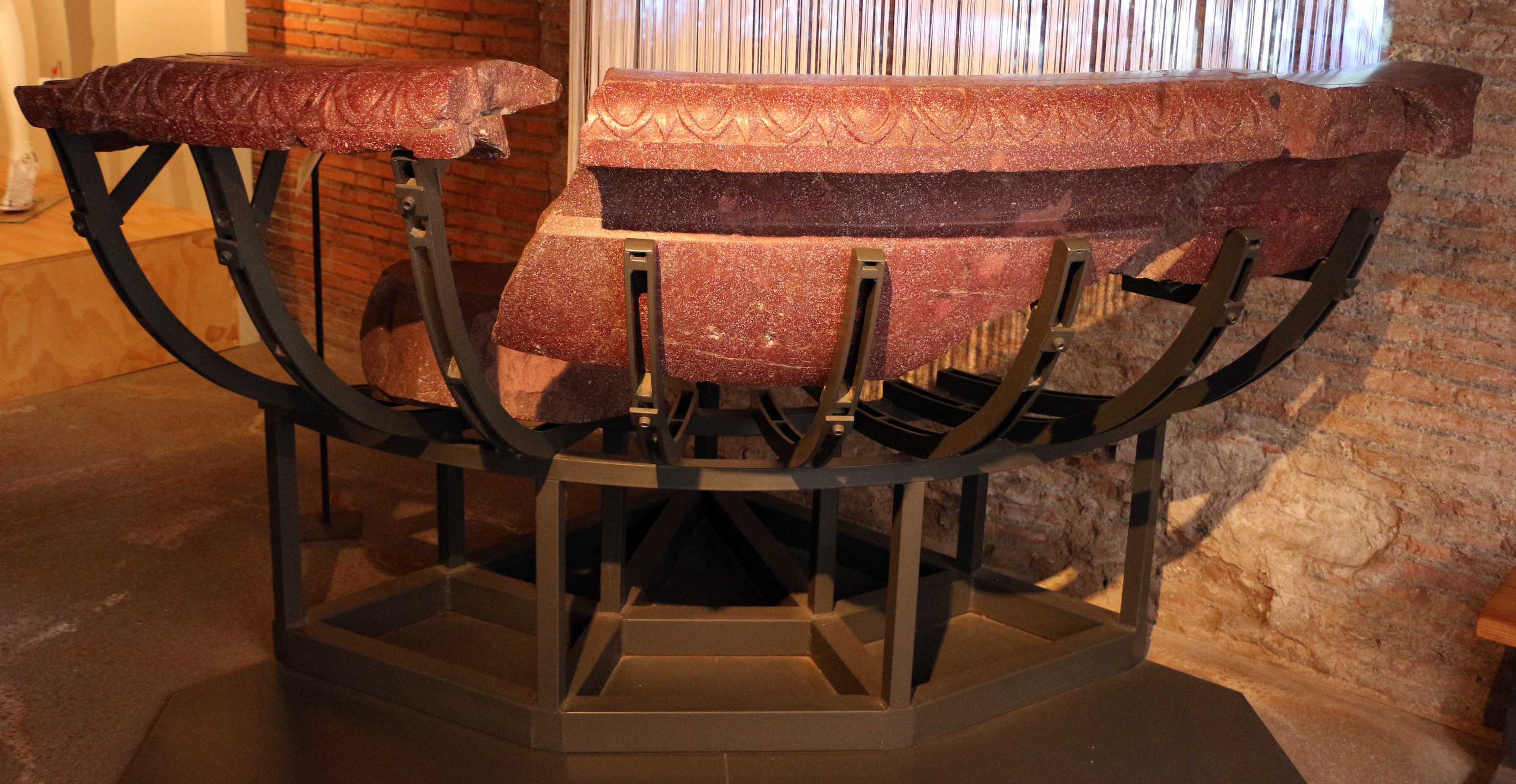
Frammenti di un labrum in porfido egiziano di età severiana, proveniente dal tempio della Pace e oggi al Museo dei Fori Imperiali